# Przenośnik oktawowy

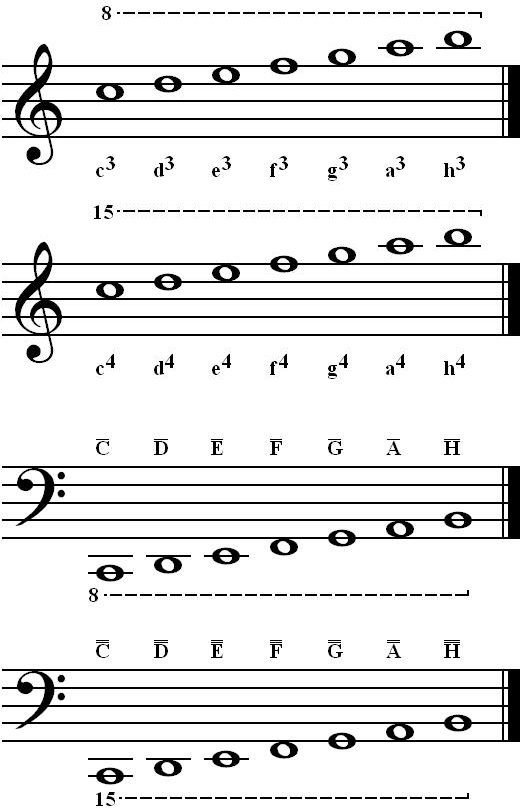

Przenośnik oktawowy (wł. all' ottava oznaczający w oktawie) to skrót stosowany w notacji muzycznej, polegający na wykonaniu odcinka tekstu muzycznego oktawę wyżej bądź niżej, niż wynika to z zapisu. 
Przenośnik oktawowy jest zaznaczany przerywaną linią nad nutami prowadzoną od liczby 8, będącej symbolem oktawy. Stosowany jest w celach praktycznych, aby ułatwić instrumentaliście (wokaliście) odczytanie nut. Nuty zapisane zbyt wysoko, tzn. na wielu (w praktyce często już ponad trzech) dodanych liniach nad pięciolinią, są rzadziej używane, jako nietypowe dla skali, dlatego zwłaszcza mniej wprawny muzyk ma trudności z ich odczytaniem i wykonaniem. Przeniesione do oktawy, w której zapisanych jest większość utworów, zwiększa czytelność nut. Niektóre instrumenty, np. flet, z natury w wysokim rejestrze, operują zapisem z większą liczbą linii dodanych, co w praktyce oznacza, że to, co jest trudne do odczytu dla pianisty, fleciście nie sprawia kłopotu.
Przenośnik oktawowy może analogicznie dotyczyć przenoszenia w drugą stronę, oktawę w dół. Nosi nazwę all' ottava bassa. Oznaczenie zamieszcza się wówczas pod nutami. 
W muzyce organowej, dysponującej szeroką skalą, stosuje się przenośnik dwuoktawowy, oznaczany liczbą 15, będącą symbolem dwóch oktaw.